# Ferm
Ferm — венгерская рок-группа, выступавшая с 1968 по 1974 год.

## История группы
Группу «Ferm» часто называют венгерской «фабрикой звёзд», поскольку фактически каждый побывавший в её рядах музыкант впоследствии добился широкой известности. Отцом-основателем группы был бас-гитарист Аттила Кёрнеи (Környei Attila, род. 16.05.1948). Он учился в музыкальной школе по классу скрипки, но изначально планировал профессионально заниматься гимнастикой. В 1967 году выиграл национальный юношеский чемпионат, однако случившаяся с ним вскоре травма поставила крест на его спортивной карьере, и он принял решение посвятить себя музыке. Вместе со своим братом Чабой (Környei Csaba), игравшем на клавишных, Аттила объявил о создании группы «Ferm» и начал собирать команду.
Одним из первых в 1968 году участником «Ferm» стал гитарист Янош Карачонь (Karácsony János, род. 19.08.1951). В детстве он играл на фортепиано, потом обучался игре на классической гитаре. В конце 1967 года пошёл с одноклассниками на школьную вечеринку, где выступали парни из «Ferm». Временно игравший с ними гитарист как раз собирался уйти, поскольку поступал в институт. Братья Кёрнеи упросили родителей Яноша разрешить ему играть в их группе. Через два месяца он стал уже важной частью команды. Вторым гитаристом «Ferm» в том же году стал Иштван Габор Акош (Ákos István Gábor). Оба гитариста обладали хорошим вокалом, поэтому исполняли все песни. В 1969 году барабанщиком группы стал Роберт Сикора (Szikora Róbert, род. 16.12.1953). Роберт происходил из музыкальной семьи: его отец выступал в эстрадных шоу. В возрасте 15-ти лет парнишка стал самым молодым участником группы «One Word» и на средства, заработанные от выступлений, приобрёл свои первые ударные инструменты, а спустя ещё один год перешёл в «Ferm».
В 1969-70 годах «Ferm» по 4 раза в неделю выступали летом в Молодёжном парке Буды и сельских провинциальных клубах, а зимой — в домах культуры. В их репертуаре преобладали западные композиции, так как среди участников не было авторов собственных песен. Зато в организационном плане группе не было равных: «Ferm» в те годы считалась «самым профессиональным самодеятельным ансамблем 60-х», поскольку братья Кёрнеи много времени уделяли репетициям и поддерживали в коллективе строгую дисциплину. Кроме того, за счет заработанных средств музыканты смогли приобрести качественные инструменты, включая гитары и усилители, что выгодно отличало их от большинства других молодёжных групп.
Осенью 1970 года Роберт Сикора был призван на военную службу, и участники «Ferm» устроили конкурс-прослушивание на вакансию барабанщика в одном из домов культуры. Аттила Чургаи (Csurgai Attila, 1954 г.рожд.) из любительской команды «Kárpátia» одержал победу в конкурсе. Он решил стать барабанщиком ещё в возрасте 11 лет, и первую свою ударную установку смастерил сам из барабана стиральной машины, а в 1966 году стал участником подросткового ансамбля «Arthur». Через полгода выступлений в «Ferm» в апреле 1971 Аттила Чургаи ушёл в группу «JAM», которую пытался создать бывший вокалист «Hungária» Петер Чомош (Csomós Péter). Барабанщиком «Ferm» снова стал Роберт Сикора. 
На следующий год к группе присоединился гитарист Зольтан Кекеш (Kékes Zoltán, род. 02.11.1949). В 1964-68 годах он обучался в Техникуме имени Кальмана Кандо и собирался сделать карьеру инженера, но страсть к музыке одержала верх. В 1969 году он стал участником «Gemini», потом играл в «Juventus», а в 1972 году перешёл в «Ferm», заменив Яноша Корачонь и Иштвана Габора Акоша, ушедших в группу «Generál». Поскольку «Ferm» лишилась обоих вокалистов, некоторое время группа сопровождала на выступлениях певицу Викторию Винце (Vincze Viktória), но вскоре новым вокалистом группы стал Ференц Гердешич (Gerdesits Ferenc, род. 10.10.1947), будущая звезда венгерской оперной сцены.
Последнее изменение в составе «Ferm» произошло в 1973 году, когда гитарист Зольтан Кикеш перешёл в группу «Hungária», и его место в группе занял Янош Меньхарт (Menyhárt János, род. 19.05.1952). Янош начал свою музыкальную карьеру в недолговечной группе «Talizmán», однако именно «Ferm» стала его первой профессиональной рок-группой. Впрочем, к тому времени «Ferm» постепенно растеряли свой авторитет: несмотря на высокий уровень мастерства и таланта своих участников, группа словно застряла в своём развитии, ни на шаг не приблизившись ни к участию в радио-конкурсах, ни к записи синглов и альбомов. Основными причинами были отсутствие собственного репертуара и идеологические трения с руководством государственной звукозаписывающей компании MHV. В результате в 1974 году «Ferm» объявили о своём распаде, после чего Роберт Сикора перешёл в «Hungária», Янош Меньхарт — в «Korál», Ференц Гердешич — в «Non-Stop», а основатель команды Аттила Кёрнеи продолжил свою карьеру в поп-группе «M7».